# История Норвегии
История Норвегии как территории, населённой людьми, началась не менее 10 тысяч лет назад, в период позднего палеолита, то есть в раннем каменном веке. Следы поселений первобытных людей, основанных примерно 10 400 лет назад, были найдены вдоль всего побережья Норвегии. Старейшим из обнаруженных поселений считается стоянка, обнаруженная у Пёулера в Брунланесе (Вестфолл). Предположительно, это поселение представляет собой остатки мест обитания переселенцев из Доггерленда — части суши, в настоящее время находящейся под Северным морем, но одно время соединявшей нынешние Британские острова с Ютландией.
Около 10-12 тысяч лет назад в некоторых частях Норвегии была распространена культура Фосна-Хенсбака.
Петроглифы на территории страны датируются эпохой неолита (4000—1700 годы до нашей эры) и изображают занятия, характерные для охотников и собирателей. Более долговременные поселения появились в бронзовом (1700—500 годы до нашей эры) и железном веках. Ко II веку нашей эры относятся древнейшие известные рунические надписи. Многие другие надписи датируются примерно IX веком, то есть годами, когда в Норвегии появляется ряд малых королевств.
Период времени между 800 и 1066 годами называется эпохой викингов. В это время была развёрнута значительная зарубежная экспансия скандинавов (норвежцев, шведов и датчан), происходившая во многом за счёт путешествий по морю на «длинных кораблях». При этом скандинавы участвовали в этой экспансии не только как исследователи, торговцы и первопоселенцы, но и как собственно викинги, то есть налётчики и пираты. В середине XI века образовалось Норвежское королевство, обосновывавшее свою законность сначала происхождением от Харальда Прекрасноволосого, а затем — от Олафа Святого. Норвежские короли обратились к христианству. После завершения эпохи гражданских войн, во время правления Хокона Хоконссона в Норвегии начался период активной литературной деятельности и установления дипломатических связей с Европой. В 1349 году примерно половина населения Норвегии погибла в результате эпидемии чумы, после чего начался период государственного упадка.
Между 1396 и 1536 годами Норвегия была частью Кальмарской унии, а с 1536 по 1814 год — частью Дании в рамках Датско-норвежской унии. В начале XIX века уния заключила союз с Наполеоном Бонапартом и была втянута в серию конфликтов, которые привели к массовому голоду в Норвегии в 1812 году. В 1814 году Датско-норвежская уния потерпела поражение в англо-датской войне и по условиям Кильского мира Дания была вынуждена уступить Норвегию Швеции. После того, как попытка Норвегии получить независимость потерпела неудачу, страна была вынуждена вступить в унию со Швецией, в рамках которой, тем не менее, Норвегия смогла принять собственную конституцию. Во время унии со Швецией в Норвегии началось развитие национального самосознания, пережил расцвет норвежский национальный романтизм. Уния со Швецией была разорвана в 1905 году, в результате чего Норвегия стала самостоятельным государством с собственным монархом, Хоконом VII.
В годы Первой мировой войны Норвегия придерживалась нейтралитета. С началом Второй мировой войны страна попыталась сохранить нейтральную позицию, но была оккупирована Германией.
В послевоенное время Норвегия стала близким союзником США. В 1949 году страна вступила в НАТО. В 1972 и 1994 годах проводились референдумы о вступлении Норвегии в Европейский союз, оба раза с небольшим перевесом побеждал вариант невступления. В 60-е годы в Северном море были обнаружены большие залежи нефти и газа, добыча которых привела к резкому экономическому росту, который продолжается в Норвегии до сих пор.

## Доисторический период

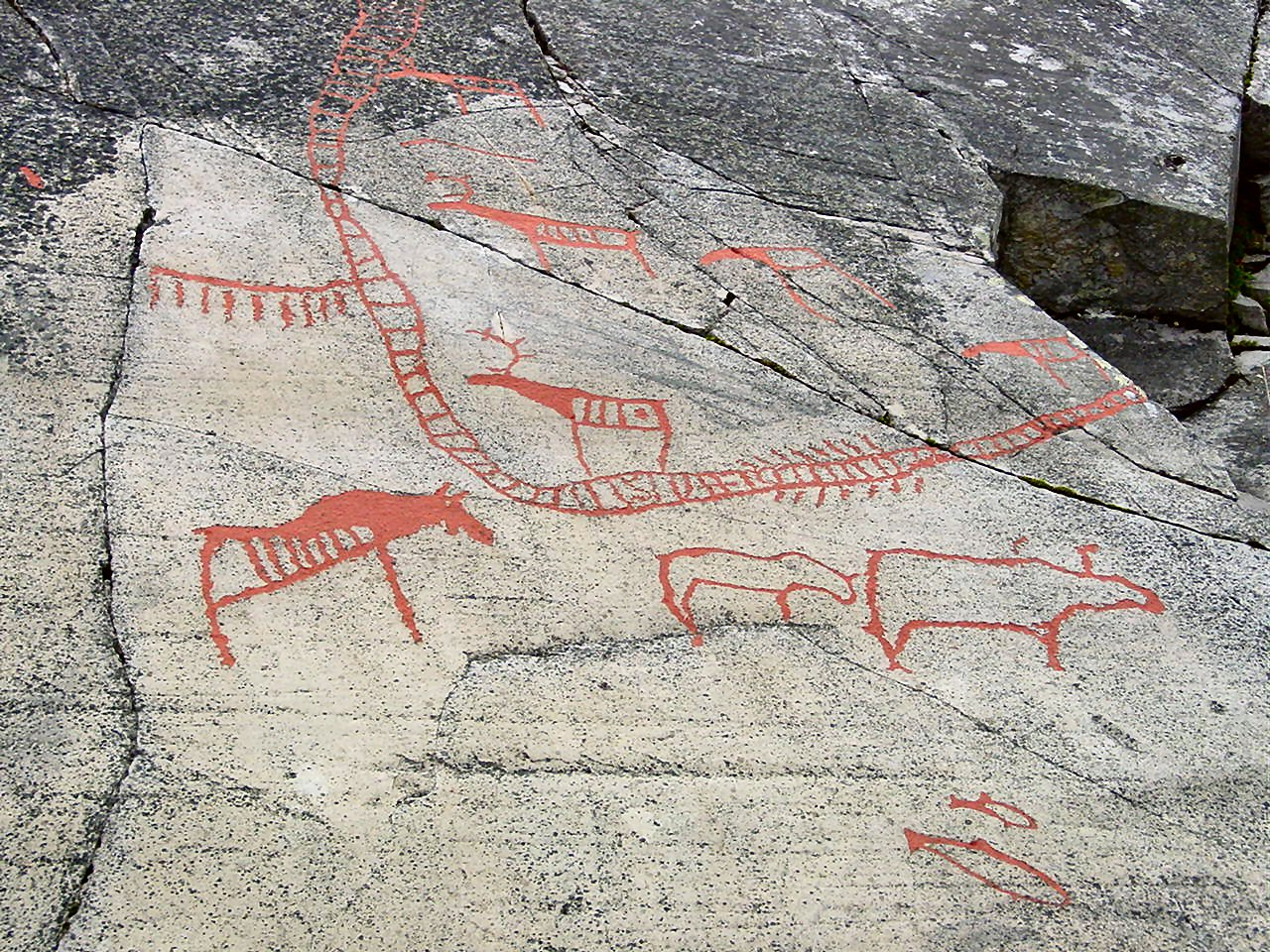
Наскальные рисунки в Альте

В эпоху раннего мезолита на территорию Норвегии вслед за отступающим на север ледником проникли две родственных культуры охотников и собирателей, названные по основным памятникам Фосна и Комса. Климат в Норвегии после окончания ледникового периода был исключительно благоприятным, и Норвегия была одной из наиболее густонаселённых территорий в тот период истории Земли.
В период неолита на юге Норвегии существовала мегалитическая, предположительно доиндоевропейская культура воронковидных кубков, а на востоке — культура ямочно-гребенчатой керамики (последняя была предположительно финно-угорской).

## Раннее Средневековье
О ранней истории Норвегии мы имеем лишь самые смутные сведения. Достоверно известно, что первые поселенцы, оттеснившие кочевые финские племена к северу, далеко за пределы их прежнего распространения, были предками теперешних обитателей Норвегии и принадлежали к отдельному скандинавскому племени, родственному датчанам и англам. Относительно того, как произошло это заселение, мнения расходятся. Мунк и учёные его школы утверждали, что Норвегия заселялась с севера, и что затем поселенцы основались на западном берегу и в центральной части. Позднейшие историки, напротив, предполагают, что заселение происходило с юга на север — мнение, подтверждаемое археологическими раскопками. Из древних саг можно заключить, что в отдаленные времена норвежцы занимали область от южной части залива Вике до Тронхейма, прежнего Нидаросе, но, подобно своим соседям — готам и шведам — не образовывали сплочённого политического целого. Население распадалось на 20—30 отдельных групп, называемых fylke (от старонорвежского fylki — народ).
У каждого фюлка был свой конунг, или ярл, за исключением тех случаев, когда военное счастье соединяло несколько фюлков под властью одного конунга. В народе, однако, рано проявилось сознание необходимости выработать какое-либо право, которое регулировало бы взаимные отношения фюлков и препятствовало бы постоянным между ними распрям. Для этой цели несколько фюлков соединялись в одно общее собрание — тинг (ting).
Тинг созывался в определённом месте в хорошее время года. На нём присутствовали все свободные члены общества, но дела решались особенными уполномоченными, назначаемыми каждым конунгом в отдельности и составлявшими верховное собрание, или верховный суд; в ряды их не допускались лица, находившиеся в зависимости от конунга. В позднейшие времена страна была разделена на четыре больших округа, каждый со своим отдельным тингом, со своими отдельными законами и обычаями; а именно: Frostating, заключавший фюлки, расположенные к северу от Согнефьорда; Gulating, обнимавший юго-западные фюлки, и тинги Упланда и Вике, включавшие всю страну к югу и востоку от Центральной горной цепи и собиравшиеся сначала вместе в Eidsivating, но впоследствии округ Вике отделился и образовал отдельный тинг.
Внутри фюлка существовало разделение на herad (сотни); во главе херада стоял hersir, занимавший эту должность по наследственному праву и заведовавший гражданскими и религиозными делами округа. Конунги, носившие название инглингов (yngling), считались происходившими от бога (у некоторых фюлков они назывались ярлами) и являлись представителями фюлков во внешних делах и предводителями войск на войне. Однако их права находились в большой зависимости от их личных качеств и от размера их личных владений. Важно отметить, что все наиболее важные дела решались самим народом, крестьянами (бондами, bonde), на тинге.
Крестьяне платили конунгу виру в случае нарушения ими мира и приносили конунгу добровольные дары. Если конунг «водворял насилие вместо права», тогда всем обитателям фюлка посылалась стрела в знак того, что конунга следует схватить и убить. Если убить не удавалось, конунга навеки изгоняли из страны. Права на престол имели, наравне с законными, и незаконнорождённые дети, происхождение которых доказывалось испытанием железом.
Древненорвежское общество состояло, таким образом, из двух сословий: князей и свободных поселян, или крестьян. В строгой подвластности им находились несвободные люди, или рабы (треллы), с которыми они обращались, однако, не сурово. Это были, большей частью, пленники. В земной жизни они зависели от произвола своих господ, а по смерти не допускались в Валгаллу, куда принимались только свободные люди, умершие в бою. Два свободных сословия не составляли обособленных друг от друга каст. Звание крестьянина считалось почётным. Поступление на службу к конунгу считалось позорным для крестьян и налагалось в некоторых случаях в виде наказания. Конунг был наиболее крупным землевладельцем и своими землями управлял с помощью лиц, называвшихся armadr. При дворе конунга жил отряд воинов; это были отборные, отважнейшие люди, называемые домашними людьми. Они находились в зависимости от конунга, почему их не причисляли к самостоятельным людям, хотя они пользовались полной личной свободой.

## Эпоха викингов (793—1066 годы)
Вследствие природных и климатических особенностей в Норвегии плохо развивалось общинное землевладение; обособленные дворы составляли частную собственность владельца, который либо сам пользовался ею, либо сдавал в аренду. Земля обыкновенно передавалась по наследству старшему сыну; младшие получали свою долю движимым имуществом, и нередко отправлялись искать счастье на чужбине. В VIII веке набеги скандинавов на Европу приобрели невиданные масштабы. Участников этих набегов называли викингами. Формально точкой отсчета эпохи викингов принято считать нападение на монастырь святого Кутберта на острове Линдисфарн в 793 году. Однако очевидно, что скандинавы совершали грабительские рейды и раньше.
Средневековые хронисты (Дудо Сен-Кантенский, Адам Бременский) высказывали предположение, что викинги уходили в грабительские походы по причине перенаселенности или бедности. Однако современные исследования опровергают эту точку зрения. Одним из главных побудительных мотивов викингских походов, пишет Э. Рёсдаль, были поиски славы и богатства, как об этом свидетельствуют скальдические песни и рунические камни. Викинги также искали новые торговые базы и места для поселений. Не последнюю роль сыграло развитие кораблестроения в Скандинавии. Кроме того, в это время в норвежском обществе происходили коренные преобразования. Нередко в завоевательные экспедиции пускались и сами конунги. Среди них наиболее известны — Эйрик Кровавая Секира и Харальд Суровый.
Различают два периода экспедиций викингов: в первом норвежцы плавают за море небольшими отрядами, нападают лишь на берега и острова и удаляются домой на зимовку; во втором — собираются большими войсками, заходят вглубь территории, остаются на зиму в стране, которую грабят, строят там укрепления и, в конце концов, поселяются в них. В некоторых из посещаемых викингами землях этот период начинается раньше, в других — позже: в Ирландии и в устье Луары — в 835 году, в Англии и по низовьям Сены — в 851 году. Викинги побывали практически во всех частях Европы: плавали вокруг Пиренейского полуострова, грабили Прибалтику, высаживались на Апеннинах, путешествовали по Киевской Руси и даже служили в варяжской гвардии византийского императора в Константинополе.

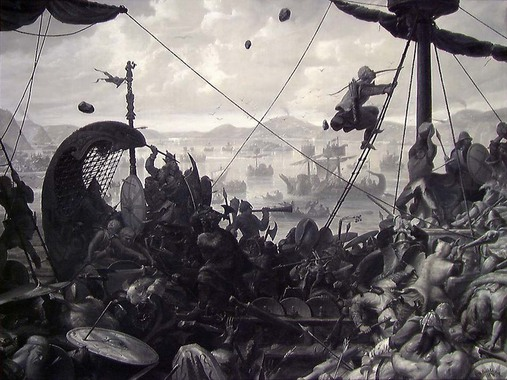
Харальд Прекрасноволосый в битве при Хаврсфьорде, картина Хансена Баллинга

В эпоху викингов, в конце IX века, впервые произошло объединение юго-западных земель Норвегии. Заслуга эта принадлежит Харальду Прекрасноволосому. Решающую победу над объединённым войском ярлов он одержал в битве при Хаврсфьорде. Традиционная дата этого сражения — 872 год. Харальду также удалось подчинить Оркнейские и Шетландские острова.
Харальд Прекрасноволосый считается первым конунгом страны. Его потомки правили страной вплоть до 1319 года. Однако исландская традиция называет его правление тиранией. Снорри Стурлусон, писавший свои саги триста лет спустя, утверждает даже, что конунг отнял у бондов земли и вернул их только на правах лёна (так называемое «отнятие одаля»). Впрочем, историки считают, что речь в данном случае идет лишь о введении налога на земельную собственность, при этом Харальд не вмешивался в форму поземельных отношений.
Харальд оставил после себя множество сыновей, двое из которых стали конунгами Норвегии. Ещё при жизни он назначил себе в соправители сына Эйрика по прозвищу Кровавая Секира. После смерти Харальда Эйрику пришлось бороться с братьями за верховенство в Норвегии. Сначала он разгромил двух братьев, которые пали в бою. Однако вскоре в стране объявился ещё один, младший сын Харальда — Хакон, рождённый от наложницы. Он воспитывался у английского короля Этельстана. Хакон пообещал бондам восстановить их древние права и быстро получил их поддержку. В результате Эйрик был вынужден покинуть Норвегию и уехать в Англию, где и нашёл свою смерть.
После прихода к власти Хакон, воспитанный при английском дворе в христианском духе, пытался ввести в Норвегии христианство, однако встретил серьёзный отпор со стороны бондов. Он не стал усердствовать, поэтому страна ещё несколько десятилетий оставалась языческой. Правление Хакона, получившего прозвище «Добрый», сопровождалось постоянными столкновения с сыновьями Эйрика. В последним из них, в битве у Фитьяра, несмотря на победу, Хакон был смертельно ранен. Не имевший сыновей умирающий конунг передал власть своему сопернику — сыну Эйрика Харальду Серая Шкура.
Новому конунгу пришлось бороться с ярлами Хладира, которые не желали подчиняться центральной власти и пользовались поддержкой датских конунгов. В конце концов, Харальд погиб, завлеченный датчанами в ловушку. После этого власть в Норвегии перешла к датскому конунгу Харальду Синезубому. Он назначил своим ставленником ярла Хладира Хакона Могучего. Тот, впрочем, вскоре порвал все отношения с Харальдом Синезубым после того, как датчане попытались ввести христианство в Норвегии. Хакон был ярым язычником и разорвал отношения с Харальдом, а после выигранной им битвы при Хьёрунгаваге фактически стал самостоятельным правителем страны. Несмотря на то, что в целом правление Хакона характеризуется положительно, в конце жизни он вызвал недовольство бондов своим распутным поведением. Они поддержали нового претендента на престол — Олава Трюггвасона, потомка Харальда Прекрасноволосого по отцовской линии, и в 995 году Хакон был убит.
Олаву Трюггвасону удалось то, что не удалось его предшественникам, — крестить Норвегию. Однако это вызвало массовое недовольство бондов во главе с сыновьями Хакона Могучего. Они вновь обратились за помощью к датчанам, а потом и шведам. В битве у Свольде в 1000 году Олав пал. Норвегия при этом осталась христианской страной, но в ней вновь воцарились датские конунги. От их имени правили сыновья Хакона — Свейн и Эйрик.
Следующим норвежским конунгом стал Олав Харальдссон, после смерти канонизированный. Впоследствии ему присвоили титул «вечного конунга Норвегии». Олав пришёл к власти на фоне недовольства местным населением засильем датчан. Он соединил под своей властью всю Норвегию, построил вновь Нидарос, основанный Олавом Трюггвасоном и затем разрушенный, и сделал из него столицу государства. Олав Святой решительно боролся с язычеством, повсеместно насаждал новую веру и проводил политику усиления власти конунга. Это привело к разрыву с могущественными бондами и новому восстанию. После неудачной военной экспедиции в Данию Олав в 1028 году бежал в Швецию, собрал новое войско, через два года вернулся в Норвегию, где в битве при Стикластадире потерпел окончательное поражение и погиб. Норвегия перешла под власть датского конунга Кнута Могучего, который назначил своим наместником сына Свейна.
Впрочем, норвежскам бондам вновь быстро надоели датские порядки. Те же самые люди, которые участвовали в битве при Стикластадире на стороне датчан, привезли из Новгорода десятилетнего сына Олава Святого — Магнуса и провозгласили его конунгом. Поначалу Магнус горел желанием расквиваться с убийцами своего отца, но в итоге в интересах единства страны отступился от этой идеи, за что получил прозвище «Добрый». В 1042 году Магнус унаследовал корону Дании. Незадолго до гибели Магнуса в страну приехал сводный брат Олава Святого Харальд Суровый, служивший в варяжской дружине. Магнус и Харальд проявили благоразумие, не стали конфликтовать и разделили страну. Вскоре Магнус умер, не оставив потомства, и Харальд стал правителем всей Норвегии. В 1048 году он основал Осло.
С именем Харальда Сурового связано последнее крупное вторжение викингов в Англию. В 1066 году под предлогом соглашения о праве наследства на английский трон Харальд высадился с большим войском в Северной Англии. Одержав ряд побед, норвежский конунг угодил в ловушку и в битве при Стамфорд-Бридже с англосаксонскими войсками, во главе которых стоял король Гарольд Годвинсон, был убит. Последний в свою очередь погиб меньше, чем через месяц, отражая нападение Вильгельма Завоевателя.

## Норвегия в XII—XIV веках

### Укрепление государства
После этого наступило более миролюбивое царствование Олафа Спокойного, который правил Норвегией мирно 27 лет. В его правление Норвегия достигла значительного благосостояния.
После смерти Олафа, в 1095 году, Норвегия вновь разделилась на два государства, и опять возникли бесконечные распри, пока один из конунгов, Магнус III, не стал вновь государем объединённой Норвегии. Он совершил экспедиции в чужие страны, покорил Гебридские и Оркнейские острова и английский остров Мэн и пал в Ирландии в 1103 году.
Ему наследовали сыновья его, Эрик и Сигурд. Первый мудрым правлением способствовал мирному присоединению к Норвегии новых областей, строил церкви, монастыри и т. д. Сигурд, напротив, отличался отважным, беспокойным духом древних викингов. В 1107—1111 годах он предпринял крестовый поход в Святую Землю и вернулся с множеством награбленных сокровищ. В Иерусалиме он обязался перед патриархом устроить в Норвегии епископство и установить церковную десятину, что и было им исполнено.

### Междоусобицы
После его смерти (1130 год) начинается длинный период междоусобных войн . Государство иногда раздроблялось между несколькими государями, иногда соединялось под властью одного. Духовенство сумело воспользоваться смутным временем, чтобы расширить свои права и привилегии. Это значительно ослабило власть конунга. Норвежская аристократия всё более и более отдалялась от народа и после введения христианства начала сближаться с духовенством, стремясь, совокупно с ним, сосредоточить в своих руках управление страной.
В 1161 году, в царствование Хакона II Широкоплечего, Норвегию посетил папский легат, который заставил признать запрещение браков священников и ввел другие реформы. В Бергене он помазал на царствование 8-летнего Магнуса, избранного конунгом в 1162 году. Магнус происходил от Харальда I по матери; церковь, освятив его наследственные права, дала возможность целому ряду потомков дочерей конунгов предъявлять притязания на норвежский престол. Конунг Магнус в 1174 году по убеждению Эйстейна, архиепископа нидаросского, обнародовал закон, называемый грамотой Золотого пера и предоставлявший норвежскому духовенству очень большие права. Магнус, называвший себя в этой грамоте конунгом Божией милостью, обещал установить десятину в пользу церкви, отказался от всякого вмешательства в выборы епископов и других церковных сановников и предоставил архиепископу нидаросскому и его духовным советникам преобладающее влияние в решении вопроса о том, которому из сыновей или родственников конунга должна быть отдана корона. Таким образом, назначение конунга народным собранием было заменено в Норвегии диктатурой духовенства и коронованием. Объяснялось это тем, что каждый конунг получал Норвегию как бы в лен от св. Олафа.
После этого произошло восстание под предводительством Эйстейна Мейла, называвшего себя внуком одного из норвежских конунгов — Харальда Гилле. Возникла борьба между двумя партиями, из которых одна называлась Березоногой (биркебейнеры), а другая Кривожезловой (баглерами), от кривого епископского жезла. Борьба продолжалась более столетия и послужила причиной ряда переворотов. Биркебейнеры были уже близки к гибели, когда во главе их стал бывший священник Сверрир, исландец по происхождению, выдававший себя за сына конунга Сигурда Мунна. В 1184 году Магнус был убит, а Сверрир избран конунгом.

### Восстановление
Царствование его является новой эпохой в истории Норвегии; он нанес решительный удар обоим союзникам — духовенству и аристократии — и утвердил демократические начала, на которые опиралось норвежское государство. Он уничтожил могущество дворянского сословия, назначив для управления страной новых людей, зависевших исключительно от него; титулы сохранились, но они представляли теперь не более, чем пустой звук. Он ликвидировал также преобладание духовенства на том основании, что конунг получает своё звание от Бога и властвует над всеми своими подданными. Духовенство восстало против него, папа Иннокентий III отлучил его от церкви, все епископы выехали из Норвегии, но Сверрир оставался непреклонен. Если ему не удалось довести дело централизации до конца, то лишь потому, что ему приходилось бороться все время не только с внутренними, но и с внешними врагами. Борьба продолжалась и после его смерти (1202 год), как при его сыне Хаконе, так и во время наступившего за тем периода междуцарствия, когда биркебейнеры назначали одного конунга, а духовная партия — другого, пока побочный внук Сверрира — Хакон — не был признан конунгом обеими партиями на собрании в Бергене, на котором присутствовали высшее духовенство, ярлы и крестьяне.

### Золотой Век Норвегии и создание «Колониальной Державы»
Для Норвегии наступил период мирного развития. Хакон не согласился признать грамоты Золотого пера, но в то же время он выступил в качестве примирителя между крестьянами и духовенством. В деле юрисдикции духовенству была предоставлена полная независимость от гражданского суда; оно избирало своих сановников без вмешательства конунга, а церковные имения были объявлены свободными от воинской повинности. В благодарность за это духовенство помогло Хакону покорить почти всю Исландию и Гренландию. Они вошли в состав норвежской короны согласно Старому договору, подписанному Хаконом IV в 1262 году. Сын его Магнус VI вступил на престол (1263 год) уже не по выбору на тинге, а по желанию отца, предложившего народу присягнуть ему на верность перед предполагаемым походом в Данию и обнародовавшего в 1257 году закон о престолонаследии, не позволявший епископам влиять на выборы конунга и предотвращавший раздробление государства на части. Магнус поддерживал спокойствие внутри государства и мир с соседями и заслужил название Улучшителя законов (Lagabøte); он установил общий закон для всей страны, положив в его основание старое законодательство страны, гулатинг, фростатинг и т. д. Наказания были смягчены, были установлены более точные правила престолонаследия, совершенно устранившие выборы конунга. Существенные перемены, произведенные в государственном строе, заключались в увеличении значения служилых людей конунга и возвышении власти самого конунга. «Лучше всего, если нет никаких ярлов», — говорится в придворном уложении Магнуса. Той же политики придерживались и последующие конунги.
Конунг Хакон V Святой (1319 год) совсем упразднил звание лендерменов, не встретив никакого сопротивления: лендермены перестали быть вождями народа, представляя лишь крупных свободных землевладельцев, и не приобрели такого первенствующего значения, которое создало бы из них отдельное сословие, занимающее первое место рядом с конунгами. В общем, обезземелить крестьян и, сосредоточив в своих руках земельную собственность, создать себе первенствующее положение в государстве норвежской аристократии не удалось, так как не было промежуточного безземельного, вполне зависимого от неё класса, на который она могла бы опереться в своей борьбе с конунгами. Таким образом, Норвегия осталась страной крестьян — мелких землевладельцев. Хакон умер без наследников мужского пола, и, так как по матери малолетний шведский король Магнус Эрикссон был внуком Хакона, то норвежцы избрали его своим королём: престол Норвегии перешёл в шведскую линию, причем обе страны сохранили свои законы и свои верховные советы. В Норвегии было 4 местных совета (Orething) и один общий, собиравшийся большей частью в Бергене. Более крупные города имели собственное самоуправление.

## Кальмарская уния и датско-норвежская уния
С этого времени история Норвегии нераздельно связана с историей других скандинавских государств и утрачивает самостоятельное значение. Норвегия идет на буксире Швеции, участвуя, помимо прочего, в войнах Швеции с Ганзой, усиливших господство последней и задержавших на долгое время развитие норвежской торговли. В Норвегии вся власть сосредоточивалась в руках чиновников; не было ни аристократии, ни постоянного народного собрания, которые могли бы оказать им противодействие, хотя крестьяне и города сохраняли свои исконные вольности.
В 1349 году разразилась чума, унёсшая более трети населения страны. Норвежцы настоятельно требовали присутствия короля, и Магнус в 1350 году прислал в качестве короля своего младшего сына Хокона, 12-ти лет.
В 1376 году шведский государственный совет, по прекращении мужской линии царствовавшей династии, выбрал королём четырёхлетнего Улава, сына норвежского короля Хокона и жены его Маргариты, причём Маргарита была назначена регентшей. Вслед за тем и Ганза признала датским королём Улава. Таким образом, все 3 скандинавских государства соединились в одно.
Когда Хокон норвежский умер в 1380 году, то Маргарита была признана норвежской регентшей. Но власть её в Дании и Норвегии была очень слаба. В 1387 году Улав умер, и как датский, так и норвежский сеймы избрали Маргариту королевой, а в 1388 году и шведы избрали её королевой шведской. Избирая Маргариту, норвежский сейм признал её наследником внука её сестры, Эриха Померанского. В июле 1396 года датский и шведский сеймы обещали, что Эриху по достижении совершеннолетия будет отдано управление их государствами и что скандинавские государства не будут вести войны между собой.

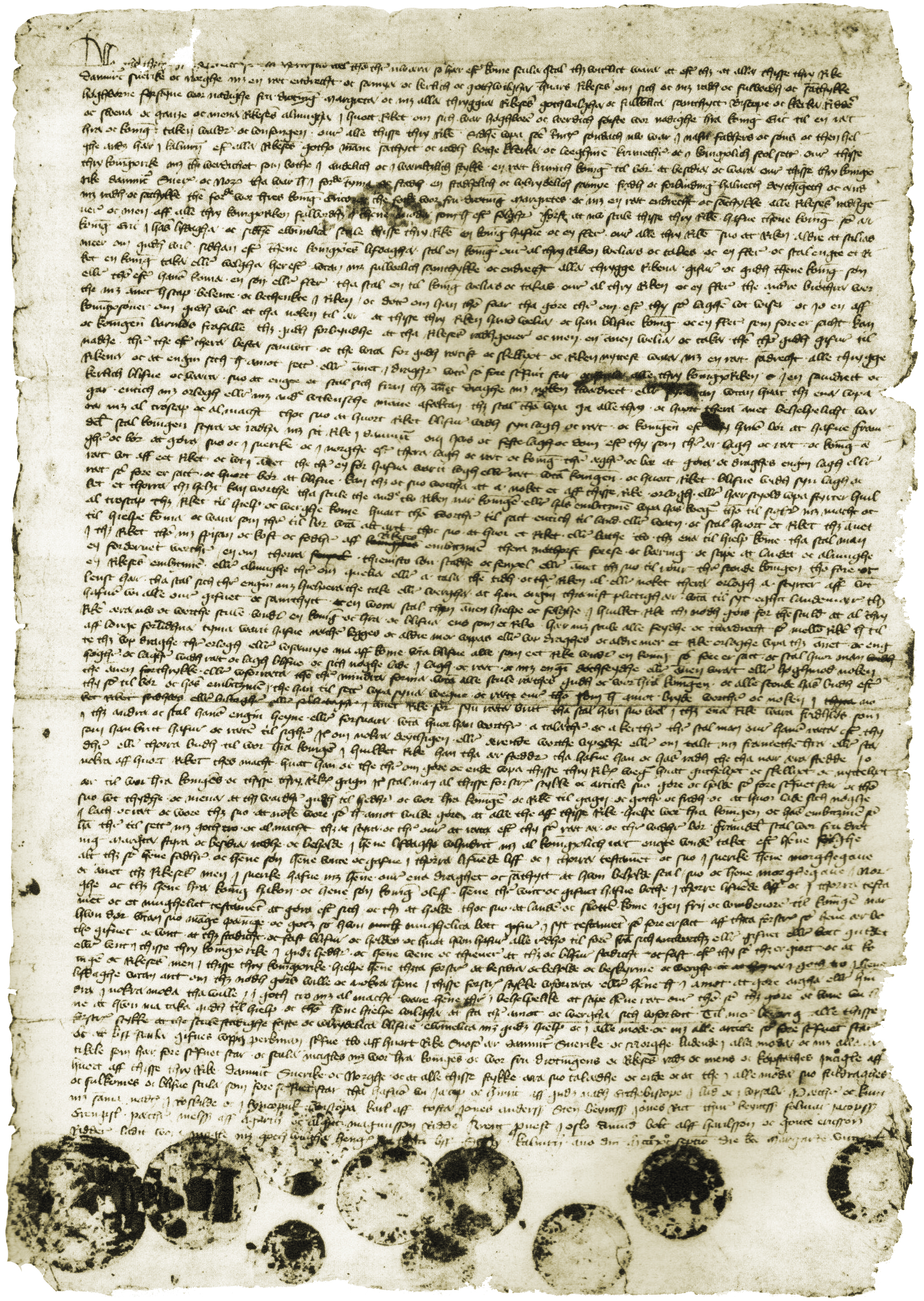
Документ Кальмарской унии 1397 года

Чтобы упрочить положение своего наследника, Маргарита созвала государственные советы всех трёх королевств в Кальмаре; они в июне 1397 года выработали закон, названный кальмарской унией. На основании его Дания, Норвегия и Швеция должны были иметь всегда одного короля, избираемого из династии Эриха по линии первородства; скандинавские государства не должны воевать между собой, а должны защищать друг друга при нападении врагов; договоры с иностранными государствами должны быть общие для всех трех государств; объявленный мятежником в одном из них должен подвергаться преследованию и в двух других, но каждое из трех скандинавских государства сохраняет свои особые законы. Кальмарская уния принесла мало пользы скандинавским государствам; они были вовлечены ею в политику завоеваний, которой придерживалась царствующая династия и которая принесла им много вреда. Норвежцы просили прислать им наместника, если король не мог приехать сам; не имея ни аристократии, ни общего сейма, они нуждались в непосредственной заботе короля об их государственных делах — но на просьбы их не обращали внимания. «Нами правят иностранные жестокие фохты, у нас нет ни порядка в монете, ни наместника, ни даже печати, так что норвежцы должны бегать за своей печатью за границу» — так жалуются норвежцы в 1420 году.
Отсюда происходило враждебное отношение к владычеству иноземных королей и возник целый ряд смут; народ отказывался подчиняться чужеземцам и энергично сопротивлялся всякого рода покушениям на местные законы и обычаи. Смуты в Дании дали норвежцам возможность отстоять свою самостоятельность и превратить унию в личную и равноправную (1450 год). Каждое государство сохраняло своё отдельное наименование и свои законы, управлялось своими соотечественниками, имело свои отдельные финансы и казну. Выбранный норвежцами королём Карл Кнудсон уступил свои права датскому королю Христиану I. Было решено, что Норвегия будет всегда иметь общего с Данией короля; выбор короля должен происходить в Гальмштадте, и если король Христиан оставит по себе сыновей, то они должны прежде всего подвергнуться избранию. С этих пор у Норвегии были до 1814 года общие короли с Данией.
В течение всего XV века и до 1536 года, когда вольности Норвегии были окончательно подавлены, норвежцы не переставали волноваться и возмущаться против всякого посягательства на их права. Датских королей они признавали только после долгих колебаний и сопротивления. Особенно возмущало норвежцев то обстоятельство, что наиболее важные и старинные их колонии, Оркнейские и Шетландские острова, были отданы Христианом I в 1468 году в залог шотландскому королю и с тех пор не были выкуплены, так что остались во владении Шотландии. Постоянно происходили вооружённые восстания против чужеземцев. После того, как датский король Христиан II, изгнанный из Дании и поддерживаемый Норвегией, был взят в плен датчанами и низложен, датский ригсдаг в 1536 году, вопреки Кальмарской унии, обратил Норвегию из равноправного члена союза в подвластную провинцию. Уничтожены были отдельный норвежский сейм, отдельные армия и флот, отдельные финансы и пр. Уничтожен был верховный норвежский суд; все процессы решались в Копенгагене датскими судьями; там же рукополагались епископы, там училось юношество, посвящавшее себя государственной и церковной службе. Норвежские солдаты и матросы пополняли собой ряды датского флота и войска. Управление Норвегией было поручено датским фогтам, посылаемым датским правительством и совершенно самостоятельно распоряжавшимся в ней.
Единственное, чего датчане не решились затронуть — это права на землю крестьян, odelsret. Утрата политической самостоятельности подействовала угнетающим образом на развитие Норвегии. Она как бы застыла на месте, в особенности после введения реформации, которая была водворена в Норвегии почти такими же насильственными путями, как и христианство. Торговля Норвегии была уничтожена всемогущей Ганзой; промышленность не развивалась. Как финансы страны, так и её население страдали от постоянных войн со Швецией, солдаты которой опустошали её пограничные области. При этом Швеция захватила три норвежские области: Емтланд, Херьедален и Бохуслен. В умственной жизни водворился полный застой. Даже переписывание старинных рукописей прекратилось; можно было думать, что норвежцы даже забыли читать, говорит один писатель. Но если в этих отношениях господство Дании оказывало неблагоприятное действие на Норвегию, зато в других оно действовало благодетельно, направляя жизнь Норвегии по тому руслу, по которому она начала идти, и укрепляя демократические начала, положенные в основание её государственного строя.

## Новое время

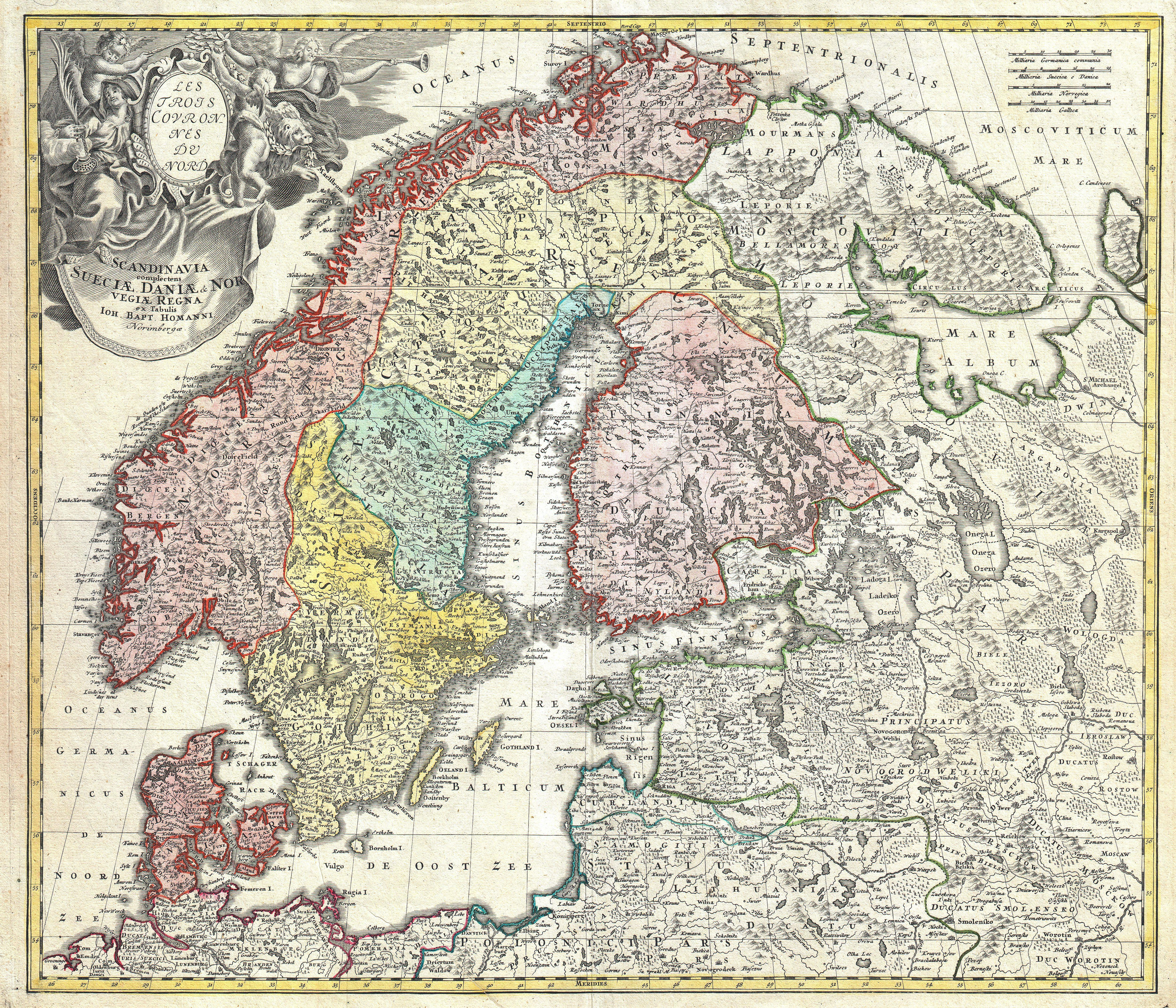
Карта Скандинавского полуострова датирована примерно 1730 годом. Гоманн, Иоганн Баптист

Последние остатки феодализма исчезли в XVII веке, а новая аристократия не могла образоваться ввиду отсутствия двора, отсутствия короля и постоянной смены чиновников, которые являлись пришлым элементом и не могли пустить прочных корней в стране. После уничтожения зависимости от Ганзы, в 1613 году, сильно развилась торговля Норвегии, а также судоходство, рыбный и лесной промысел, и население значительно увеличилось, причем весь прирост населения устремлялся в города, способствуя их процветанию. В конце XVIII века, когда Норвегии пришлось сильно пострадать во время войн Дании с Англией, у норвежцев проснулись дух национальности и любовь к свободе.
Английские крейсеры и флот на целые годы прервали сообщение между Данией и Норвегией, и последняя уже тогда отделилась бы от Дании, если бы не привязанность к штатгальтеру принцу Августу Кристиану Гольштейн-Глюксбургскому, сумевшему своим управлением завоевать народную любовь. После его смерти в 1809 году мысль о восстановлении независимости проявилась вновь. Образовалось общество для блага Норвегии, деятельно работавшее в этом направлении. Ему удалось в 1811 году, после долгого сопротивления со стороны датчан, основать в Христиании университет, благодаря которому Копенгаген перестал быть центром норвежской культуры. С особенной силой заговорил дух национальной независимости тогда, когда норвежцы узнали, что датский король, вынужденный к тому Швецией, после упорной борьбы уступил свои права на Норвегию шведскому королю по кильскому договору 1814 года.

### Шведско-норвежская уния

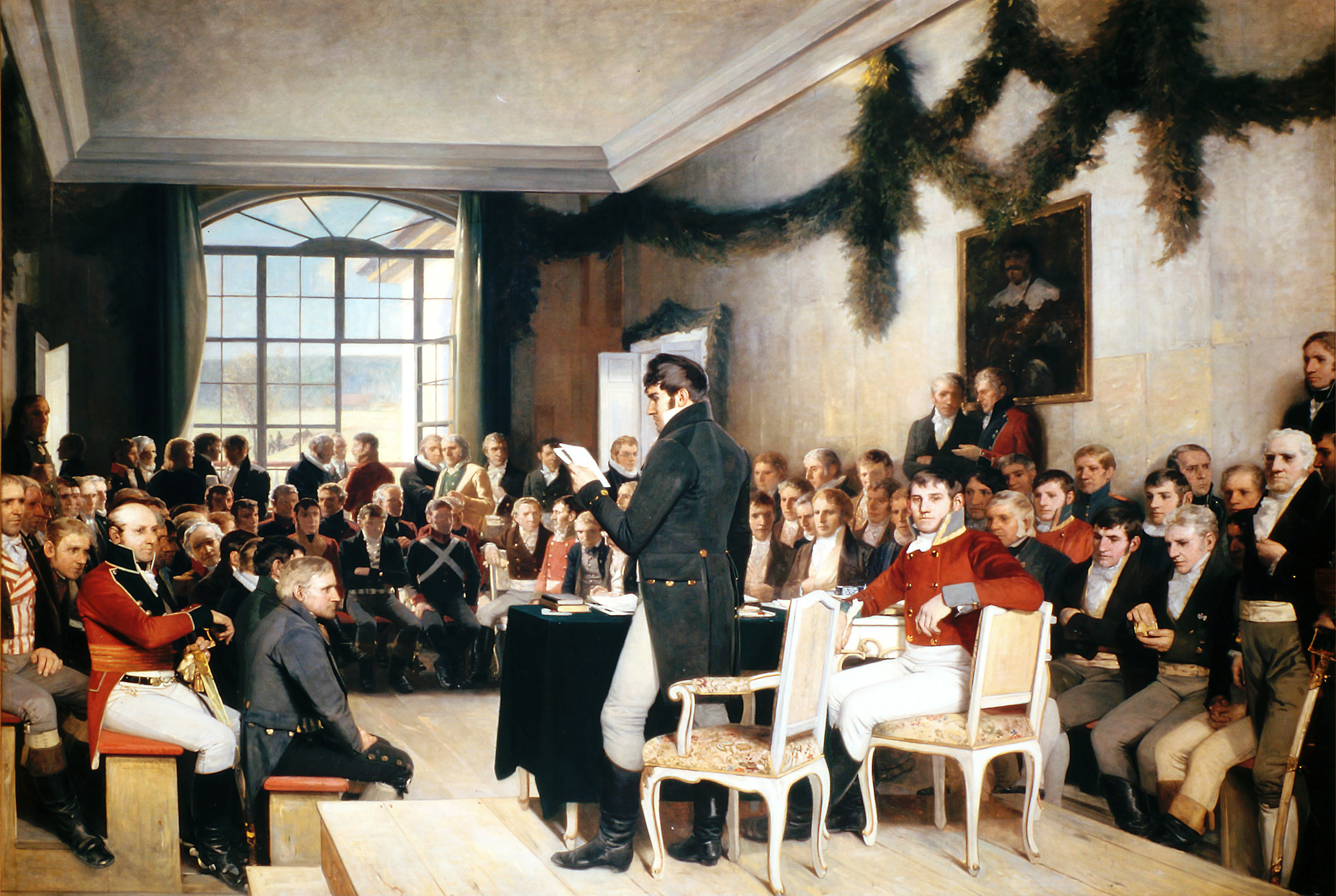
Учредительное собрание Норвегии 1814 года, картина Оскара Вергеланна

Норвежцы воспротивились кильскому договору. Правителем Норвегии был в то время принц Христиан-Фридрих. Убедившись в непоколебимой решимости норвежцев не допустить обращения страны в шведскую провинцию, принц созвал высших сановников Норвегии, сообщил им все документы касательно шведско-датского соглашения, объявил себя регентом на время междуцарствия и пригласил норвежцев избрать представителей на сейм в Эйдсволле, уполномоченный выработать новую конституцию. После этого войска и гражданская гвардия на площади торжественно поклялись защищать самостоятельность Норвегии: эту клятву повторили за ними народ и принц-регент, присягавшие в церквах. Произведены были выборы в национальное учредительное собрание. Оно приняло конституцию Норвегии. 19 мая 1814 года королем Норвегии был избран единогласно принц-регент Христиан-Фридрих.

Коронация Карла XIV Юхана королём Норвегии в Нидаросском соборе, картина Якоба Мунка

Шведское правительство не подчинилось решению норвежского народа; шведскому войску было приказано выступить в поход, чтобы овладеть Норвегией. В конце июля 1814 года началась шведско-норвежская война, продлившаяся чуть более двух недель. Но шведский наследный принц Карл-Иоанн действовал с крайней осторожностью и, после долгих колебаний, согласился вступить в непосредственные сношения с норвежским народом, вести переговоры с ним, как со вполне независимой нацией. Предложение было принято; морская конвенция подписана 14 августа, а кильский договор был аннулирован самим шведским правительством. Был выработан следующий договор: Норвегия образует свободное и самостоятельное королевство, имеющее общего со Швецией короля. Во всех собственных делах Норвегия должна управляться самостоятельно, а в общих пользоваться равным со Швециею влиянием. Та же идея лежала и в основании устройства внешних отношений. Норвегия должна была иметь свое собственное управление внешними делами, но внешние дела, касавшиеся обоих государств, должны были решаться в соединённом норвежском и шведском государственном совете, согласно принципу: равное влияние или полное равенство. Лишь тогда стортинг принял отставку короля Христиана и избрал Карла XIII конституционным королем Норвегии не в силу кильского договора, а в силу норвежской конституции.

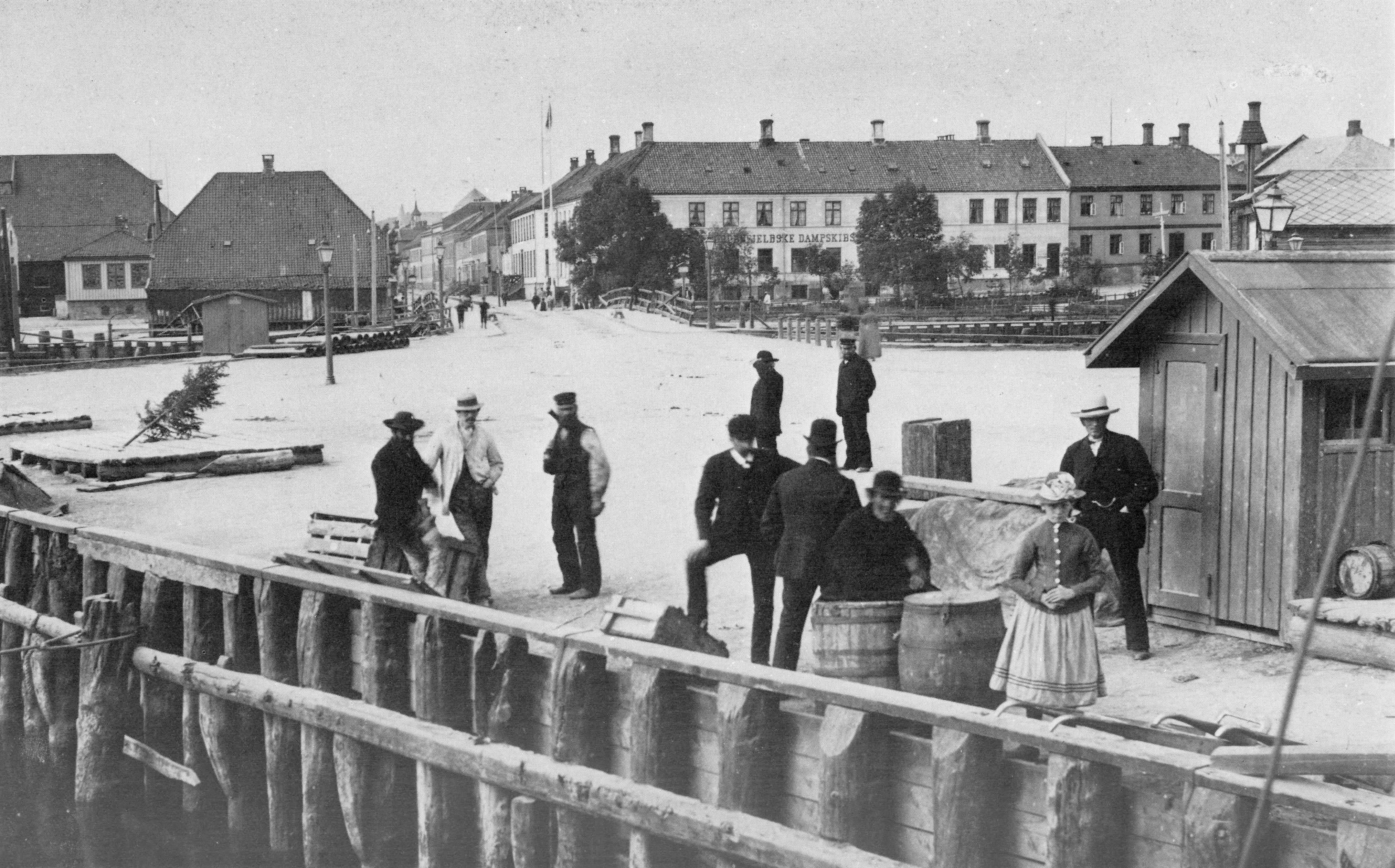
Тронхейм в 1880-е годы

Первое столкновение Норвегии со Швецией вспыхнуло в 1815 году, когда стортинг уничтожил дворянство и наследственные привилегии, а Карл-Иоанн не согласился с постановлением стортинга. В 1824 году король предложил целый ряд ограничительных изменений в конституции, но все эти предложения были отвергнуты стортингом.
В 1840-х годах возникла и борьба за штатгальтерство. § 14 конституции определял, что штатгальтером в Норвегии мог быть безразлично норвежец или швед. Вскоре норвежцы почувствовали все неудобство этого постановления и начали просить об уничтожении должности штатгальтера. Карл XV, при своем вступлении на престол в 1859 году, обещал исполнить их желание, но шведский ригсдаг воспротивился этому, и король подтвердил решение ригсдага. Это страшно возмутило норвежцев; стортинг протестовал против вмешательства шведского ригсдага в чисто норвежские дела.
По вступлении своем на престол в 1872 году король Оскар II сумел расположить в свою пользу норвежский стортинг разными уступками, так что последний согласился на преобразования таможенного дела (1874 год), на введение общей скандинавской монеты (1875 год) и т. д.
В 1884 году было образовано радикальное правительство Свердрупа, которое добилось принятия закона о праве стортинга требовать в свои заседания министров, реорганизации армии, расширения избирательных прав и т. д.
Вопрос об унии со Швецией всплыл вновь на поверхность в 1885 году, когда Швеция самостоятельно изменила свое управление иностранных дел, не испросив согласия у Норвегии. Начались переговоры между норвежским правительством Свердрупа и шведским. В результате было постановлено, чтобы в состав министерского совета входило столько же норвежских чиновников, сколько и шведских, но взамен этого Норвегия должна была признать, что руководство внешней политикой принадлежит Швеции. Однако стортинг пришёл в такое негодование, что Свердруп был вынужден выйти в отставку; вслед за тем прекратились и переговоры.
Уже в 40-х годах XIX века в Норвегии стали промышленные предприятия фабричного типа различных отраслей. Развивалась текстильная промышленность, строились медеплавильные и никелеплавильные заводы, развивалась деревообрабатывающая промышленность. В конце XIX века возникла целлюлозно-бумажная промышленность, именно в ней образовалась одна из первых крупнейших норвежских компаний, получившая общеевропейскую известность — Borregaard. В 1880 году норвежский торговый флот по тоннажу вышел на третье место в мире. К концу XIX века доля экономически активного населения Норвегии, занятого в сельском, рыболовном и лесном хозяйствах, снизилась до 40 %, доля городского населения выросла до 28 %.

## Норвегия в первой половине XX века

### Провозглашение независимости
23 января 1899 года король Оскар II, вследствие нездоровья, передал управление Швецией и Норвегией на правах регента своему сыну кронпринцу Густаву. 15 февраля Густав заявил, что на Гаагской мирной конференции Швеция и Норвегия будут представлены одним общим делегатом, а не двумя делегатами, как того желает норвежский стортинг. Это решение было одним из ближайших поводов того, что при въезде Густава в Христианию он был встречен враждебной манифестацией со стороны народа; напротив, при обратном въезде в Стокгольм он был восторженно встречен шведским народом. Резче чем когда-либо здесь сказалось, что борьба между Швецией и Норвегией ведется не только правительствами, но и народами, из которых каждый в этом вопросе был почти единодушен.
В мае 1899 года стортинг без дебатов единогласно голосовал за экстраординарный кредит на армию и флот в размере 11,5 миллионов крон. 11 мая король Оскар вновь принял в свои руки управление страной. В октябре 1899 года стортинг принял предложение о займе в 30 000 000 крон на расширение железнодорожной сети. В октябре 1900 года произошли новые выборы в стортинг, на этот раз — на основе всеобщего голосования. Они не произвели почти никаких изменений в составе партий: правая усилилась на два голоса (с 35 до 37), левая потеряла 2 голоса (с 79 до 77), но сохранила своё большинство 2/3. С политической сцены сошли вождь крайних радикалов, в последнее время президент стортинга Ульман, и бывший премьер-министр Станг.
В начале 1905 года премьер-министр Гагеруп вышел в отставку и был заменен Михельсеном. В мае 1905 года через стортинг прошёл новый избирательный закон, которым были введены прямые выборы, установлено единоличное избрание по округам и число членов стортинга увеличено с 114 до 123.
В начале 1905 года король Оскар по болезни уступил королевскую власть своему наследнику Густаву, антипатичному норвежцам. Через стортинг прошёл закон о разделении шведско-норвежского министерства иностранных дел на два отдельных и о создании особых норвежских консульств; Густав отказался его санкционировать; правительство Михельсена ответило выходом в отставку. Регент, после неудачных попыток сформировать новый кабинет, отказался её принять.
Тогда стортинг единогласно, 7 июня 1905 года, принял постановление о расторжении унии со Швецией. Не желая, однако, доводить дело до войны, стортинг всеми голосами против 4-х социал-демократов постановил просить Оскара II разрешить одному из его младших сыновей занять место короля Норвегии; социал-демократы, голосовавшие против этого предложения, желали воспользоваться удобным случаем, чтобы провозгласить Норвегию республикой. Принятая стортингом резолюция гласила: «ввиду того, что все члены министерства отказались от своих должностей; ввиду заявления короля, что он не в состоянии составить новое правительство; ввиду того, что конституционная королевская власть этим самым перестала исполнять свои функции, — стортинг поручает членам министерства, подавшего теперь в отставку, временно облечься властью, принадлежащей королю и, под названием норвежского правительства, править страной на основании конституции норвежского королевства и действующих законов, внеся в них те изменения, которые неизбежно вызываются разрывом унии, связывавшей Норвегию со Швецией под властью одного короля, который перестал исполнять свои функции короля норвежского».
Одновременно с этой резолюцией стортинг постановил составить петицию королю Оскару, где настойчиво проводилась мысль, что характер унии истолковывается Швецией неправильно. Солидарность интересов и непосредственное единение более ценны, чем политические узы; уния стала опасностью для этого единения; уничтожение унии не связано с неприязненным чувством ни по отношению к шведскому народу, ни по отношению к династии. В заключение стортинг выражал надежду, что новый выбор короля приготовит для Норвегии новую эру спокойной работы и истинно дружественных отношений к народу Швеции и её королю, к личности которого норвежский народ неизменно сохранит чувства уважения и преданности. В прокламации стортинга к норвежскому народу была высказана надежда, что норвежский народ будет жить в мире и согласии со всеми народами, в особенности со шведским, с которым его связывают многочисленные естественные узы. Министерство составило петицию королю, в котором, упомянув о решении его не принимать их отставки, заявляло, что в силу конституции король обязан дать стране конституционное правительство. С того момента, когда король воспрещает образование ответственного кабинета, норвежская королевская власть перестаёт функционировать. Политика короля по вопросу о реорганизации консульского законодательства несовместима с конституционным режимом; никакое другое правительство не расположено взять на себя ответственность за эту политику, а нынешний кабинет не может принять в ней участие.
Король Оскар протестовал против образа действий стортинга и не согласился на вступление одного из сыновей на норвежский трон, ссылаясь на произведенное стортингом нарушение конституции. С формальной точки зрения такое нарушение несомненно имело место, так как акт унии со Швецией является в Норвегии конституционным актом и в качестве такового мог быть изменён или отменен только после двукратного принятия в двух последовательных стортингах и согласия короны. С норвежской стороны отвечали на это, что первым вступил на дорогу нарушения конституции король, отказавший в санкции принятому стортингом закону, давший отставку министерству и не смогший сформировать нового, так что вся деятельность его происходила без контрассигнации ответственного перед стортингом министерства. В ответ на это заявление король обратился с посланием к президенту норвежского стортинга, в котором доказывал, что он не перешёл за пределы прав, предоставленных ему конституцией, а норвежский стортинг совершил революционный акт.

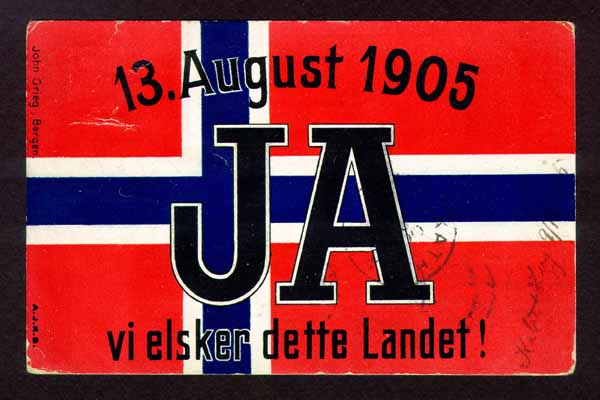
Почтовая марка времен референдума о независимости Норвегии. Надпись означает «Да, мы любим эту страну», национальный девиз Норвегии.

В первое время после этих переговоров король явно вел дело к войне; в свою очередь и норвежское временное правительство, во главе которого стоял Михельсен, энергично готовилось к ней. Имя короля перестали поминать на богослужении в церквях; правосудие стали отправлять от имени временного правительства, которому единодушно присягнула вся армия. Все норвежцы, состоявшие на дипломатической службе Швеции и Норвегии, вышли в отставку; только посланник в Вашингтоне, Грип, остался на своем посту. Временным правительством было организовано министерство иностранных дел, но назначить консулов оно не могло до признания его европейскими державами. 20 июня открылась сессия шведского риксдага. Президент шведского совета министров заявил, что прибегать к мерам насилия не входит в интересы Швеции, и высказался за переговоры с Норвегией. Опасность войны была предотвращена. Норвежское временное правительство, желая найти опору в народе, обратилось к референдуму, до тех пор в Норвегии не практиковавшемуся. 13 августа 1905 года состоялось всенародное голосование о разрыве унии с Швецией; референдуму предшествовала страстная агитация. Результат превзошёл самые пылкие ожидания: за разрыв с Швецией подано 321 197 голосов, против — всего 161 голос; приняли участие в голосовании 81 % всех лиц, имеющих право голоса.
31 августа открылась конференция шведских и норвежских делегатов, избранных парламентами обеих стран. На конференции обе стороны пришли к соглашению, на основании которого Норвегия обязалась срыть укрепления, находящиеся вблизи границы. В стортинге это вызвало недовольство на крайней левой стороне, но большинством голосов Карльстадтская конвенция была ратифицирована и, после ратификации её и шведским риксдагом, вступила в силу. Вслед за этим на очередь стал вопрос о том, должна ли Норвегия быть монархией или республикой. В стране велась оживленная агитация; за учреждение республики стояли социал-демократы и радикалы. Вся правая партия, напротив, настаивала на монархической форме правления, указывая на то, что норвежская конституция является наиболее республиканской в мире и даже в качестве королевства Норвегия останется в действительности республикой, только с наследственным президентом, власть которого более ограничена, чем власть английского короля или французского президента республики. Республика могла бы оставить Норвегию одинокой в политическом отношении, тогда как король, особенно если королём будет избран датский принц Карл, принесёт с собой и союз с целым рядом держав. По-видимому, это соображение имело решающее влияние; как стортинг, так и народ на референдуме установили монархическую форму правления и избрали королём Карла, принца датского, который вступил на престол под именем Хокона VII.

### Первые годы независимости (1905—1914)
Молодое независимое государство переживало в начале XX века те же самые проблемы, что и его Скандинавские соседи: с одной стороны они переживали период бурного экономического развития, с другой стороны они отставали от наиболее развитых стран того времени и не входили в число держав, вершивших судьбы мировой политики.
Норвегия традиционно развивала рыболовство и торговое судоходство, что позволяло формироваться национальному капиталу, однако степень его концентрации значительно отставала от общих темпов Запада. Несмотря на то что в Норвегии было налажено производство на экспорт удобрений, сырья для красителей и взрывчатых веществ, характер экономики оставался на аграрно-промышленном уровне.
В условиях отсутствия внутренних свободных капиталов индустриализация была возможна лишь с привлечением иностранного капитала. Однако для Норвегии, только что получившей независимость от Швеции, вопрос о привлечении иностранных инвестиций плотно переплетался с вопросами национальной безопасности. Особенно ярко это проявилось в крупнейшем внутриполитическом вопросе того времени — вопросе о «концессионном законодательстве».

#### Закон о концессиях
Норвегия обладала огромным количеством водопадов, которые позволяли на построенных на них гидроэлектростанциях получать много дешёвой электроэнергии, что в свою очередь позволяло развивать энергоёмкие производства. Иностранный капитал проявлял повышенный интерес к этому ресурсу, который иногда называли «белый уголь», и был готов вкладывать немалые средства при условии получения в собственность водных артерий и получения эксклюзивных прав на строительство новых предприятий.
Норвежская общественность проявляла тревогу в связи с тем, что важнейшие природные ресурсы Норвегии будут скуплены иностранцами. Помимо того, что это препятствовало построению национальной экономики, в долгосрочной перспективе это могло бы подорвать недавно обретённую независимость страны.
В 1906 году был принят закон о временном запрете на продажу норвежских водоёмов, рудников и лесов иностранным гражданам и компаниям, где иностранцам принадлежал контрольный пакет акций. Закон получил название «панический» и фактически предоставил норвежцам передышку в решении проблемы регулирования национальной собственности.
Однако в отношении дальнейших действий в стортинге произошёл раскол: радикальное левое крыло Венстре (Либеральная партия) при поддержке НРП (Социал-демократическая партия) требовали государственного вмешательства в процессы отчуждения земли и контроля за ними; с другой стороны правое крыло Венстре было склонно к ограничению иностранного капитала, но в пользу собственного. Развернувшаяся в обществе антимонопольная кампания привела к расколу в партии Венстре на радикальное большинство во главе с Г. Кнудсеном и умеренное меньшинство, которое впоследствии организовало партию Frisinnede Venstre (туда вошли, в частности, члены исполнительного комитета Йорген Лёвланд, министр сельского хозяйства Свен Орестад). Раскол в Венстре привёл и к развалу коалиционного правительства правого крыла Венстре и партии Хёйре (Консервативная партия). Правительство, возглавляемое Йоргеном Лёвландом и сформированное в 1907 году, продержалось у власти лишь до конца 1908 года.
Радикальное крыло Венстре при поддержке НРП сформировало новое правительство во главе с Г. Кнудсеном, которое в 1908 году приняло окончательный Закон о концессиях. В соответствии с Законом о концессиях запрет 1906 года снимался, но концессии становились срочными, срок устанавливался в 60—80 лет, по истечении которого права на водные артерии вновь переходили к государству. Кроме того, правительство оставляло за собой право безвозмездного отчуждения в пользу государства всех построенных сооружений по истечении этого срока.
По мнению Хёйре и Frisinnede Venstre этот закон нарушал принципы частной собственности, но консерваторы так и не смогли заставить правительство Кнудсена пересмотреть этот закон.

### Норвегия во время Первой мировой войны
4 августа 1914 года Норвегия объявила о своем нейтралитете. Норвегия поставляла Германии руду и рыбу, но в августе 1916 года Великобритания, используя то обстоятельство, что 85 % снабжения норвежских рыбных промыслов необходимым сырьем, прежде всего горючим, шло из британских или находившихся под британским контролем источников, добилась от Норвегии запрета на экспорт всех вновь добываемых или изготовляемых рыбных продуктов (кроме консервов). Исключение составили не более 15 % улова, но с гарантией, чтобы в его добыче не использовались материалы (топливо) из зоны, находившейся под контролем Великобритании и её союзников.
Поставки норвежского сырья в Германию, однако, продолжалась, что вызвало в декабре 1916 года прекращение экспорта британского угля в Норвегию. Они возобновились в феврале 1917 года после прекращения экспорта норвежского серного колчедана в Германию.
Норвежские торговые суда топились германскими подводными лодками. В апреле 1917 года норвежское правительство тайно согласилось передать свои торговые суда Великобритании и Франции для обслуживания сравнительно безопасных линий на условиях фрахта или реквизиции.
С лета 1916 года из-за блокады экономическое положение Норвегии резко ухудшилось. Было введено государственное регулирование путем экспортных лицензий, контроля над ценами, правительственных закупок и распределения дефицитного сырья. Затем было введено регламентирование сельскохозяйственного производства и рационирование потребления.

### Межвоенный период
После окончания Первой мировой войны экономическое положение Норвегии оставалось сложным. В конце 1921 года треть торгового флота страны стояла на приколе.
В конце 1920-х годов экономика Норвегии вышла из состояния застоя, но уже осенью 1930 года её достиг мировой экономический кризис. Либеральное правительство Мовинкеля предприняло ряд мер по стабилизации экономики: для помощи банкам был получен кредит от Великобритании, вновь была введена государственная монополия на торговлю зерном.
Начиная с выборов 1933 года, на которых социал-демократическая Норвежская рабочая партия получает 69 мест в стортинге из 150, НРП становится правящей партией. На протяжении нескольких десятилетий (вплоть до выборов 2001 года) НРП устойчиво получала более 40 % мест в парламенте, а с 1945 по 1959 на выборах получала большинство мест в нём.
В 1935 году Норвежская рабочая партия сформировала правительство парламентского большинства во главе с Йоханом Нюгорсволлом. Оно создало государственный фонд для поддержки предприятий, государственный промышленный банк, централизовало сбыт зерна, молока, рыбы. За счёт отчислений от доходов компании были созданы специальные фонды, призванные обеспечить компании и их работников в периоды спада производства. Весной 1935 года Норвегия начала постепенно выходить из кризиса.

### Норвегия во Второй мировой войне

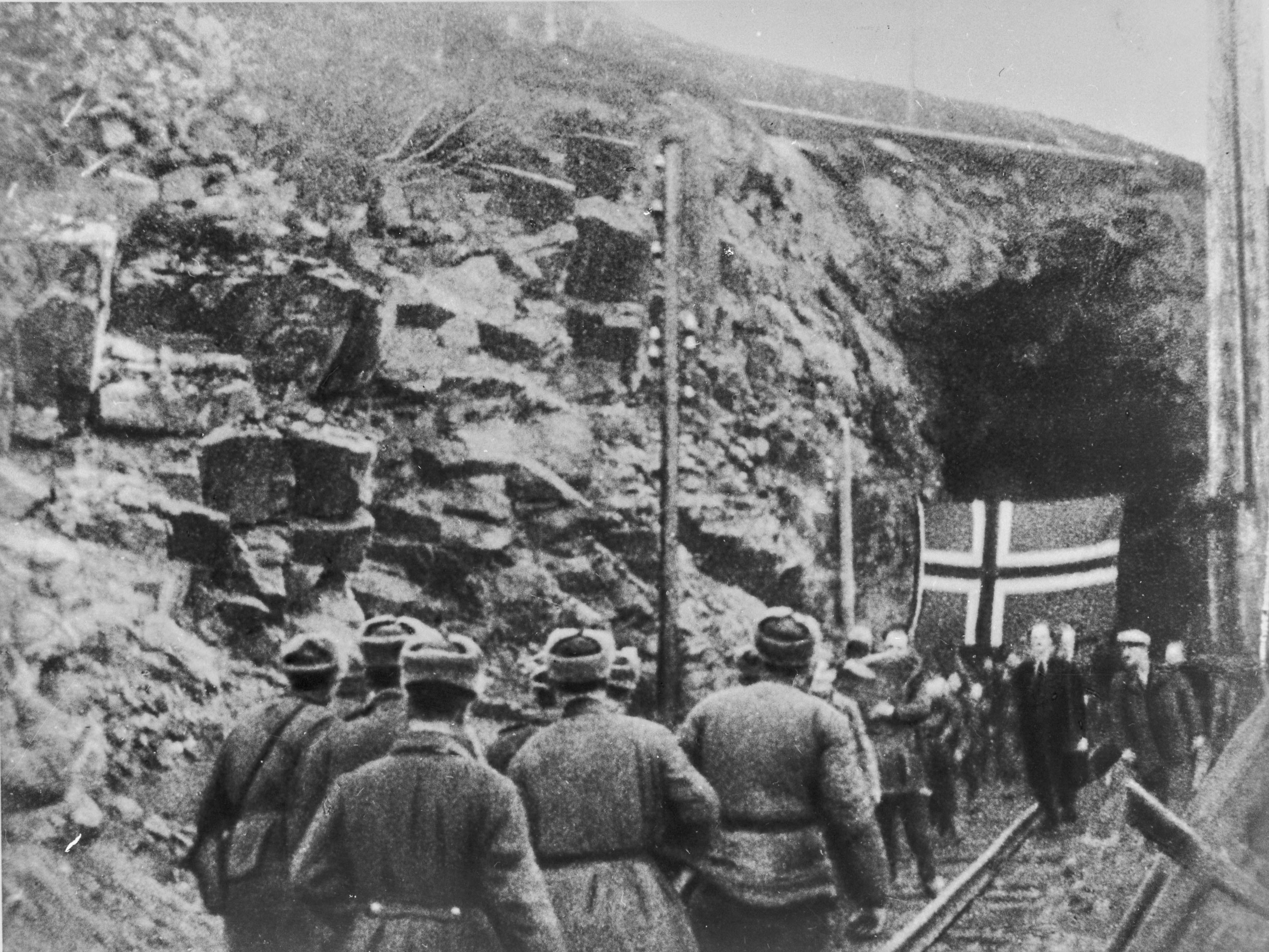
Жители Финнмарка встречают советских солдат.

Начиная с вторжения 9 апреля 1940 года Норвегия находилась под военной оккупацией немецких войск и гражданской администрации Германии в сотрудничестве с прогерманским марионеточным правительством. Оккупация Норвегии нацистской Германией закончилась 8 мая 1945 года после капитуляции немецких войск в Европе.

## Норвегия после 1945 года
- 1945, 7 июня — Король Хокон VII возвращается на родину после пяти лет изгнания
- 1945 — Создание Совета экономической координации; политические партии согласовывают «Общую программу» восстановления экономики
- 1947 — Промышленное производство и рыболовство достигают уровня 1939 г.; основание Государственного банка займов на образование; увеличение продолжительности отпуска до 18 рабочих дней; разработка первого макроэкономического «национального бюджета»; принятие закона об отраслевых комитетах; «Леке Бруфосс»: установление государственного контроля над ценами и производством; начало экономической помощи по «плану Маршала»
- 1948 — Сельскохозяйственное производство достигает уровня 1939 г.; разработана первая долгосрочная программа экономического развития; Норвегия вступает в ГАТТ и ОЕЭС (Организацию европейского экономического сотрудничества), позднее переименованную в ОЭСР (Организацию экономического сотрудничества и развития)
- 1949 — Тоннаж торгового флота достигает показателя 1939 г.; переговоры с Данией и Швецией о Скандинавском оборонительном союзе; вступление Норвегии в НАТО; введение системы «свободных списков», смягчение контроля над внешней торговлей

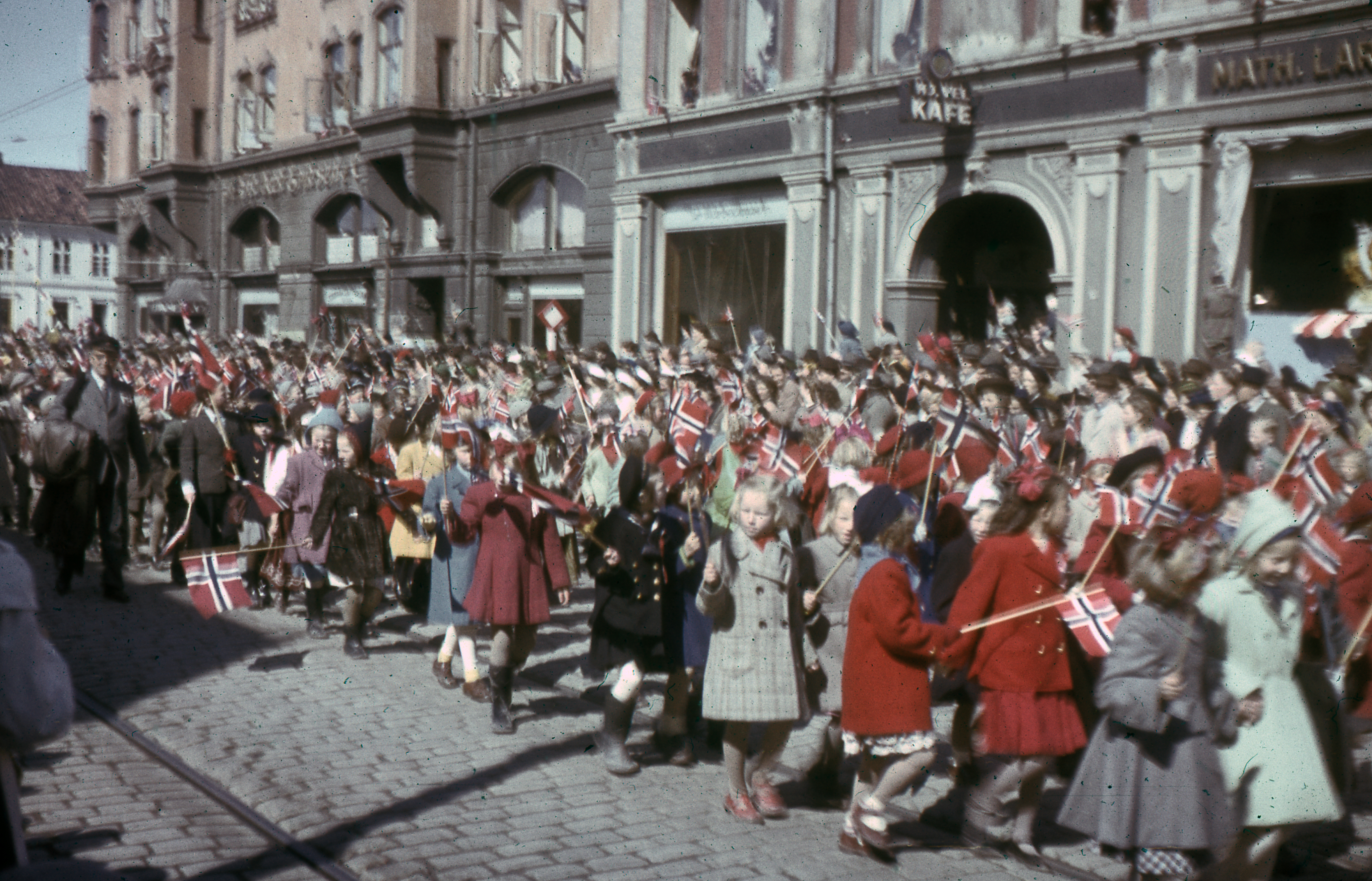
Празднование Дня Конституции Норвегии в 1950-е годы в Тронхейме

- 1950 — Провал инициативы о создании Североевропейского таможенного союза
- 1951 — Учреждение Координационного комитета по экономической политике из представителей министерства финансов и банков
- 1952 — Разработка плана «Северная Норвегия»; закон об обязательном депонировании резервов в Банке Норвегии; заключение Базового соглашения по сельскому хозяйству; начало осуществления норвежского проекта финансовой помощи рыболовным промыслам в Керале (Индия); отмена паспортного контроля при поездках внутри Североевропейского региона
- 1953 — Создание Северного совета
- 1954 — Продление срока обязательной воинской службы в Норвегии; введение бюджетных ориентиров для государственных банков; создание общего северноевропейского рынка труда
- 1957 — На престол восходит король Улаф V
- 1959 — Вводится 45-часовая рабочая неделя; закон о 9-летнем обязательном школьном образовании; отмена проверки финансового положения при предоставлении пенсии по старости; Крестьянская партия меняет название на «Партию центра»
- 1960 — Норвегия вступает в ЕАСТ (Европейская ассоциация свободной торговли); отменяются ограничения на приобретение автомобилей; создание Банка развития регионов; начало телевизионного вещания в Норвегии
- 1961 — Введение пособий по нетрудоспособности и выплат для восстановления трудоспособности; создание Социалистической народной партии
- 1962, ноябрь — Катастрофа на шахте Кингс-бей на Шпицбергене
- 1964 — Переход городов в ведение окружных властей; введение четырёхнедельного оплачиваемого отпуска; принятие закона о социальном обеспечении; заключение Базового соглашения по рыболовству
- 1965 — Введение социальных пособий для вдов и матерей-одиночек; принятие закона о финансах и кредите; принятие закона о планировании и жилищном строительстве
- 1967 — Создание Национальной администрации по социальному обеспечению (Фолькетрюгден), объединяющей системы обеспечения по старости, инвалидности, пособия жертвам несчастных случаев, сиротам и одиноким матерям; с 1971 г. она занимается также пособиями по болезни, производственным травмам и безработице
- 1968 — Введение 42,5-часовой рабочей недели; основание университетов в Тромсё и Тронхейме; создание компании «Строительство для промышленного роста»
- 1969 — Учреждение региональных Высших школ в Кристиансанне, Мольде и Ставангере; 9-летнее школьное обучение становится обязательным по всей стране; принятие закона о больницах, управляемых окружными властями; открытие крупных нефтяных месторождений в водах Северного моря, находящихся под юрисдикцией Норвегии (месторождение «Эко-фиск»)
- 1972, 25 сент. — Референдум по вопросу о вступлении Норвегии в ЕС: против — 53,5 % голосов, за — 46,5 %
- 1973 — Возникновение правопопулистской Партии Прогресса
- 1989 — Подписание между СССР и Норвегией договора об экологическом сотрудничестве
- 1990 — Введение новых ставок налога на выброс углекислого газа в атмосферу
- 1990 — Создание Нефтяного фонда Норвегии
- 1991 — Кончина короля Улафа V, вступление на престол его сына Харальда V
- 1991, 16 декабря — Норвегия первая из западных стран признала Российскую Федерацию как суверенное государство[6]
- 1992 — Налоговая реформа нефтегазовой отрасли
- 1992—1995 — Участие Норвегии в международных акциях в бывшей Югославии — в Боснии и Герцеговине
- 1994—1997 — Школьная реформа — начало учёбы в школе с шести лет
- 1994 — Референдум о вступлении Норвегии в Европейский союз (против 52,4 %)
- 1995, март — Официальный визит в Норвегии первого Президента Российской Федерации Б. Н. Ельцина, подписание Декларации об основах отношений между РФ и Королевством Норвегия
- 1995, май — Визит короля Норвегии Харальда V и королевы Сони в Россию
- 1999 — Создание Партии саамского народа
- 1999 — Норвегия заняла первое место среди скандинавских стран по количеству пользователей сети Интернет.
- 1999 — Участие Норвегии в акции НАТО против Югославии в связи с событиями в Косово
- 2001 — Присоединение Норвегии к Шенгенскому соглашению о визовом режиме в странах Европейского Союза
- 2011 — Теракты в Осло и на острове Утёйа.